# Curt Staff
Curt Staff  (* 4. Oktober 1901 in Grevenbroich; † 22. August 1976 in  Kelkheim) war ein deutscher Jurist.  Er war Präsident des Oberlandesgerichts Frankfurt am Main.

## Werdegang
Nach dem Abitur 1920 am humanistischen Wilhelm-Gymnasium in Braunschweig studierte er von 1920 bis 1923 Rechtswissenschaften an der Universität Göttingen. Bereits seit 1919 war er Mitglied der SPD und trat zum Sommersemester 1921 der Studentenverbindung Göttinger Wingolf bei. Im Januar 1923 legte Staff die erste juristische Staatsprüfung ab und im gleichen Jahr wurde er zum Dr. jur. promoviert. Nach der zweiten Staatsprüfung 1927 trat er eine Stelle als Regierungsassessor in der braunschweigischen Polizeiverwaltung an, später wechselte er zur Staatsanwaltschaft. 1930 wurde er zum Landgerichtsrat ernannt.
Er war verheiratet mit der Staatsrechtlerin Ilse Staff (1928–2017).

## Zeit des Nationalsozialismus
Nach der nationalsozialistischen Machtübernahme wurde er aufgrund des Gesetzes zur Wiederherstellung des Berufsbeamtentums am 10. Juni 1933 aus dem Dienst entfernt und verprügelt. Im August 1935 wurde er festgenommen und bis zum Oktober des gleichen Jahres im Konzentrationslager Dachau inhaftiert. Nach seiner Entlassung wurde er 1936 Angestellter in einer Baufirma und von 1938 bis 1945 war er Privatsekretär des Kölner Bankiers Robert Pferdmenges.

## Nach 1945
Nach dem Zweiten Weltkrieg und der Zeit des Nationalsozialismus traf Staff im April 1945 als kommissarischer Landrat des Kreises Gandersheim in den öffentlichen Dienst ein. Von 1. August 1945 bis 1. Oktober 1947 war er Generalstaatsanwalt in Braunschweig. Am 1. Januar 1948 wurde er als Senatspräsident an den Obersten Gerichtshof für die Britische Zone in Köln berufen und erhielt den Vorsitz in einem Strafsenat. Am 12. April 1951 wechselte er als Präsident an das Oberlandesgericht Frankfurt am Main und wurde Vorsitzender des 1. Strafsenats. Gleichzeitig übernahm er den Vorsitz des Juristischen Prüfungsamtes am OLG. Bereits in Köln hielt Staff als Honorarprofessor Vorlesungen an der dortigen Universität, eine Tätigkeit, die er an der Juristischen Fakultät der Frankfurter Johann Wolfgang Goethe-Universität fortsetzte.
Während seiner Präsidentschaft am OLG Frankfurt am Main verdoppelte sich die Zahl der Zivilsenate auf 18, die der Strafsenate wuchs von einem auf drei an. Staff wurde am 26. Februar 1970 in den Ruhestand verabschiedet. Gleichzeitig wurde sein Nachfolger Otto Rudolf Kissel in das Amt eingeführt.